# Dicrotendipes villarricensis
Dicrotendipes villarricensis är en tvåvingeart som beskrevs av Contreras-lichtenberg 1994. Dicrotendipes villarricensis ingår i släktet Dicrotendipes och familjen fjädermyggor. Inga underarter finns listade i Catalogue of Life.